# Pseudolycopodiella caroliniana
Pseudolycopodiella caroliniana är en lummerväxtart som först beskrevs av Carl von Linné, och fick sitt nu gällande namn av Josef Holub. Pseudolycopodiella caroliniana ingår i släktet Pseudolycopodiella och familjen lummerväxter. Utöver nominatformen finns också underarten P. c. mesetarum.